# Грінвілл (Кентуккі)
Грінвілл (англ. Greenville) — місто (англ. city) в США, в окрузі Муленберґ штату Кентуккі. Населення — 4492 особи (2020). Було назване на честь генерала Війни за незалежність Нейт Ґріна.

## Географія
Грінвілл розташований за координатами 37°12′45″ пн. ш. 87°10′28″ зх. д. / 37.21250° пн. ш. 87.17444° зх. д. (37.212584, -87.174394). За даними Бюро перепису населення США в 2010 році місто мало площу 12,11 км², з яких 11,99 км² — суходіл та 0,12 км² — водойми.

## Демографія
Згідно з переписом 2010 року, у місті мешкало 4312 осіб у 1728 домогосподарствах у складі 1081 родини. Густота населення становила 356 осіб/км². Було 1938 помешкань (160/км²).
Расовий склад населення:
| - 90,7 % — білих - 7,5 % — чорних або афроамериканців - 0,2 % — азіатів - 0,1 % — корінних американців |

До двох чи більше рас належало 1,4 %. Частка іспаномовних становила 1,0 % від усіх жителів.
За віковим діапазоном населення розподілялося таким чином: 19,1 % — особи молодші 18 років, 58,8 % — особи у віці 18—64 років, 22,1 % — особи у віці 65 років та старші. Медіана віку мешканця становила 43,9 року. На 100 осіб жіночої статі у місті припадало 86,2 чоловіків; на 100 жінок у віці від 18 років та старших — 82,6 чоловіків також старших 18 років.
Середній дохід на одне домашнє господарство становив 46 787 доларів США (медіана — 39 891), а середній дохід на одну сім'ю — 60 148 доларів (медіана — 55 366). За межею бідності перебувало 16,6 % осіб, у тому числі 14,8 % дітей у віці до 18 років та 23,9 % осіб у віці 65 років та старших.
Цивільне працевлаштоване населення становило 1655 осіб. Основні галузі зайнятості: освіта, охорона здоров'я та соціальна допомога — 31,1 %, виробництво — 13,3 %, роздрібна торгівля — 11,5 %.

## Економіка
1987 року Енциклопедія Кентуккі віднесла Грінвілл до «столиці чорного пояса», посилаючись на виробництво в місті тютюну та видобутку вугілля.